# Climocella akarana
Climocella akarana är en snäckart som beskrevs av James Frederick Goulstone 1996. Climocella akarana ingår i släktet Climocella och familjen Charopidae. Inga underarter finns listade i Catalogue of Life.